# Heinrich Egersdörfer

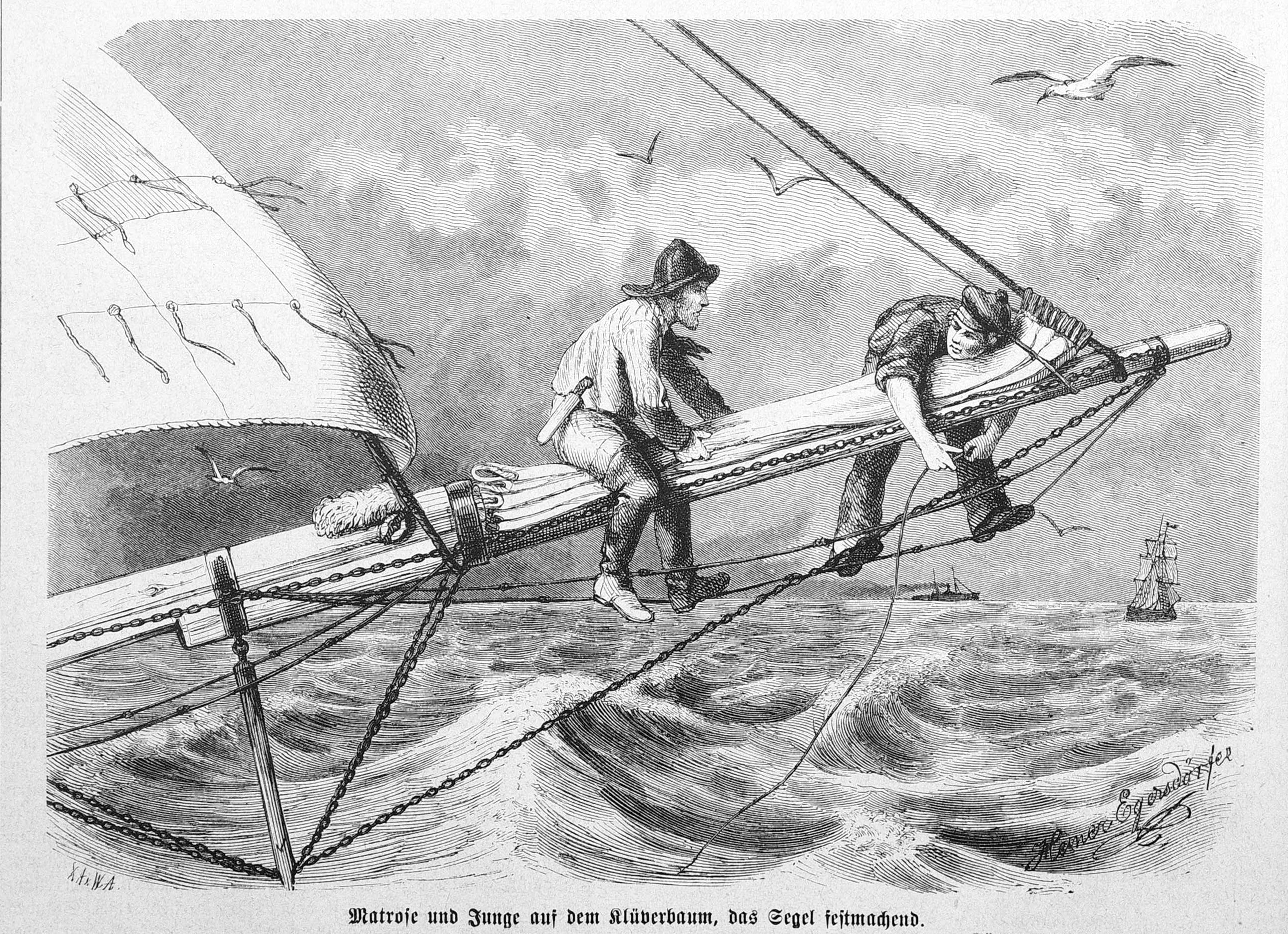
Matrose und Junge auf dem Klüverbaum, den Segel festmachend

Heinrich Egersdörfer (* 1853 in Nürnberg; † 29. April 1915 in St. Pancras, London) war ein deutscher Maler, Zeichner und Illustrator, Sohn von Georg Andreas Egersdörfer und Johanna geb. Kütt, Bruder der Maler Andreas Egersdörfer (1866–1946) und Konrad Egersdörfer (1868–1943), mit Mary Jane Creaney verheiratet.
Egersdörfer war in Deutschland, England, Südafrika, Australien, wieder in Südafrika und in England tätig.
Heinrich Egersdörfer wurde als Lithograf ausgebildet und arbeitete für die Leipziger Illustrierte Zeitung. Er nahm am Deutsch-Französischen Krieg von 1870 teil und arbeitete dann in England, bevor er 1879 nach Südafrika auswanderte. 
1877 und 1883 lieferte er Druckvorlagen für die „Gartenlaube“.
1884 gründete er mit seinen Partnern in Kapstadt die „South African Illustrated News“. Die Zeitschrift wurde nach einem Jahr geschlossen. Egersdörfer ging nach Australien und war dort zehn Jahre lang tätig. Zurück in Südafrika kam er nach  Kimberley, Witwatersrand und Rhodesien. 
Zuerst widmete er sich der Tiermalerei. Seine Werke erschienen in „The Cape Argus“, „The Owl“ und anderen Zeitschriften. 
Während des Zweiten Burenkrieges (1899–1902) schuf er Darstellungen der Kriegsereignisse, die später auch in Buchform erschienen.
Zwischen 1899 und 1901 fungierte er als lokaler Korrespondent für „The Graphic“, viele seiner Illustrationen erschienen in dieser Wochenzeitschrift bis 1908. 
In den Jahren 1902 und 1903 zeigte er seine Werke bei der South African Society of Artists (SASA).  
Nach dem Tod seiner Ehefrau Mary Jane Creaney 1901 in Kapstadt und seines Sohnes Heinrich (1896–1910) kehrte er nach London zurück, wo er 1915 starb. 